# Notoplites harmeri
Notoplites harmeri är en mossdjursart som beskrevs av Ryland 1963. Notoplites harmeri ingår i släktet Notoplites och familjen Candidae. Arten är reproducerande i Sverige. Inga underarter finns listade i Catalogue of Life.